# Катарбей
Катарбей — село в Нижнеудинском районе Иркутской области

## География
Село находится в 72 км от районного центра Нижнеудинск и в 37 километрах от ближайшей станции Шеберта. На востоке села течёт одноимённая река с водохранилищем.

## История
Село основано в 1897 году для размещения переселенцев из европейской части Российской империи из расчета 417 душевых долей.
Заселение началось в 1901 году и к 1906 году численность взрослого мужского населения составляла 257 человек.
В 1907 году была построена деревянная церковь, которая вскоре сгорела.
В 1909 году село называлось участком Катарбей Икейской волости Нижнеудинского уезда, относилось к благочинию Худоеланской Николаевской церкви.
Между 1910 и 1911 годом была построена новая деревянная церковь Покрова Пресвятой Богородицы.
В 1913-17 годах была построена школа.
В 1917 году было центром Катарбейской волости Нижнеудинского уезда.
В 1945—1953 годах входило в состав Икейского района.

## Население
По данным Всероссийской переписи населения 2010 года население населённого пункта составило 456 человек.
| 2002 | 2010 | 2011 | 2012 |
| ---- | ---- | ---- | ---- |
| 615  | ↘456 | ↘455 | ↘452 |

## Власть
Село в административном плане относится к Катарбейскому муниципальному образованию Нижнеудинского района Иркутской области являясь его административным центром.

## Известные уроженцы
- Беловолов, Михаил Васильевич (1923 — ?) — председатель колхоза, депутат Иркутского областного совета 10-го созыва, кавалер ордена Ленина.
- Савченков, Михаил Федосович — советский и российский токсиколог и гигиенист.
- Федотов Алексей Матвеевич 1919-1985  Живописец. Участник Второй Мировой войны, в составе РККА участвовал в боевых действиях на территории Манчжурии. Член СХ СССР с 1951 года. Художественная галерея в г. Хабаровск носит его имя.